# Autumn Almanac
Autumn Almanac är en poplåt av den brittiska musikgruppen The Kinks, utgiven som singel i oktober 1967. Låten skrevs liksom majoriteten av gruppens låtar av Ray Davies. Den utgavs mellan albumen Something Else by the Kinks och The Village Green Preservation Society och medtogs aldrig på något studioalbum. Den har däremot funnits med på flera samlingsalbum med gruppen, bland annat den amerikanska samlingen The Kink Kronikles 1972. Låten blev en hit i Storbritannien och några andra europeiska länder, men i USA listnoterades den inte. Den brittiska singelutgåvans b-sida "Mister Pleasant" hade redan utgivits som a-sidesingel i några europeiska länder tidigare 1967.
Förutom de ordinarie medlemmarna i The Kinks medverkar Nicky Hopkins med piano på inspelningen.

## Listplaceringar
| Lista (1967)   | Position |
| -------------- | -------- |
| Irland         | 15       |
| Nederländerna  | 6        |
| Norge          | 10       |
| Storbritannien | 3        |
| Vallonien      | 12       |
| Västtyskland   | 13       |